# Demografía de Nayarit
La población del estado de Nayarit, fue de 1,223,185 habitantes, según el censo de 2015; de los cuales 584,105 son hombres y 589,080 mujeres; casi el 1% de la población de México. 315,519 tenían entre 0 y 14 años de edad; 545,780 entre los 15 y 64 años; 54,252 eran mayores de 65 años; y 4,634 no especificaron su edad.
En el 2015 la población ascendió hacia 1,223,879 habitantes según el INEGI.
Eran nativos del estado 756,625; Foráneos o Nativos de otros estados del país, 152,540; Extranjeros o Nativos de otro país, 6,236; y, 4,784 no especificaron su lugar de nacimiento.

Desde 2003, un gran sector de la población dedicada a las actividades primarias, ve con buenos ojos la emigración a Canadá, país al que recientemente se han trasladado una importante cantidad de trabajadores agrícolas debido a un convenio establecido entre ese país y México, hace ya algunos años.
La siguiente tabla muestra las localidades más pobladas de Nayarit;
| Lugar | Municipio          | Localidad más poblada | Población de la localidad (2015) |
| 1°    | Tepic              | Tepic                 | 473,000                          |
| 2°    | Xalisco            | Xalisco               | 52,845                           |
| 3°    | Santiago Ixcuintla | Santiago Ixcuintla    | 25,709                           |
| 4°    | Bahía de Banderas  | San José del Valle    | 25,541                           |
| 5°    | Ixtlan del Río     | Ixtlan del Río        | 24,303                           |
| 6°    | Acaponeta          | Acaponeta             | 21,140                           |
| 7°    | Tuxpan             | Tuxpan                | 21,000                           |
| 8°    | Compostela         | Compostela            | 17,573                           |
| 9°    | Tecuala            | Tecuala               | 14,511                           |
| 10°   | Ruiz               | Ruiz                  | 14,050                           |

## Zonas Metropolitanas
En Nayarit solo existen 2 áreas metropolitanas la de Tepic y la de Bahía de Banderas (Puerto Vallarta).
La tabla siguiente muestra la población de las 2 áreas y sus municipios;
Zona Metropolitana de Tepic
| Municipio | Población |
| Tepic     | 475,001   |
| Xalisco   | 52,102    |
| Total     | 525,103   |

Zona Metropolitana de Bahía de Banderas (Vallarta)
| Municipio         | Población |
| Puerto Vallarta   | 220,050   |
| Bahía de Banderas | 105,394   |
| Total             | 325,444   |

- Datos: Q5802404